# Lesión cerebral

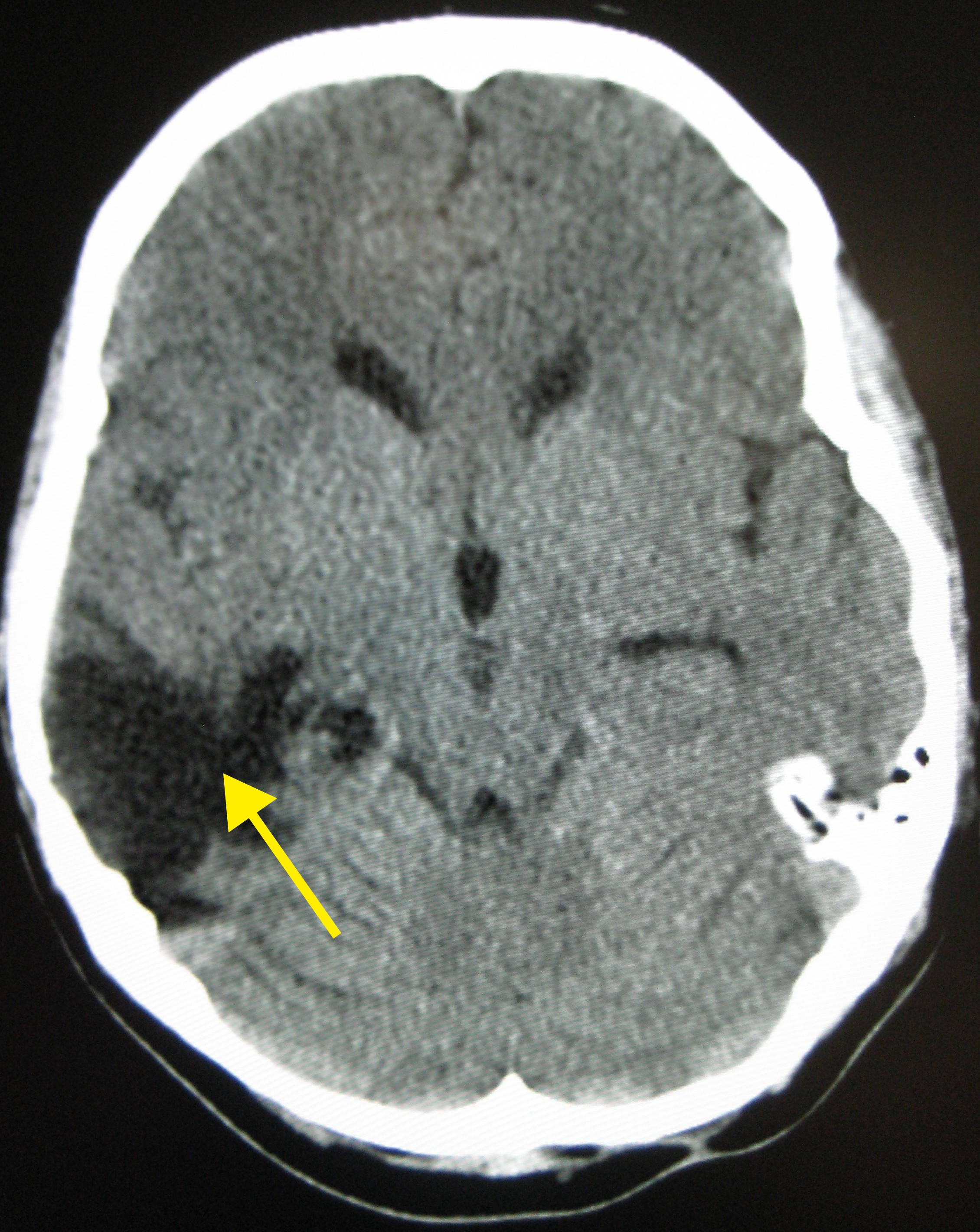
Un TAC de la cabeza años después de un traumatismo craneoencefálico que muestra un espacio vacío donde se produjo el daño, marcado por la flecha

La lesión cerebral o daño cerebral es la destrucción o degeneración de células cerebrales. Las lesiones cerebrales pueden darse a causa de diversos factores internos y externos. El tipo de lesión más común con el que se sufre un mayor número de lesiones es el traumatismo craneoencefálico (TCE) seguido de un trauma físico o traumatismo craneal generado por un agente externo. El término daño cerebral adquirido (DCA) se utiliza adecuadamente en este ámbito para diferenciar las lesiones cerebrales que se dan después del parto, de aquellas relacionadas con alguna enfermedad genética o alguna enfermedad congénita.
En general, cuando se habla de daño cerebral se refiere a una afectación pronunciada producida por un traumatismo, mientras que cuando se habla de neurotoxicidad se refiere normalmente a una afectación neuronal inducida químicamente.
Investigaciones recientes han demostrado que la neuroplasticidad, que permite al cerebro reorganizarse formando nuevas conexiones neuronales a lo largo de la vida, permite reordenar su funcionamiento. Esto permite al cerebro compensar lesiones y enfermedades.

## Signos y síntomas
Las lesiones cerebrales suelen dar lugar a deficiencias o discapacidades que pueden variar mucho en intensidad. En caso de lesiones cerebrales graves, la probabilidad de sufrir una discapacidad en ciertas áreas es mayor, esto incluye deficiencias neurocognitivas, delirios (para ser específicos, delirios monotemáticos), trastornos del habla y del movimiento, y retrasos mentales. También pueden darse trastornos de personalidad. Los casos más graves terminan en coma (medicina) o incluso en estado vegetativo persistente. Inclusive un incidente leve puede tener asociadas consecuencias de larga duración o puede causar síntomas que se manifiesten años más tarde.
La lesión cerebral, ya sea causada por un ictus, por consumo excesivo de alcohol, por un traumatismo craneoencefálico o por una insuficiencia de vitamina B, en ocasiones puede dar lugar al Psicosis de Korsakoff, según el cual el paciente se ve sumido en fabulaciones. Las fabulaciones causan incapacidad para separar los recuerdos de sueños diurnos de los recuerdos reales, llenando estas lagunas en la memoria con fantasías. Al igual que en el resto de lesiones cerebrales, la psicosis de Korsakoff es frecuentemente diagnosticada erróneamente como una esquizofrenia, en este caso.

## Gravedad de las lesiones

### Lesiones cerebrales leves
Los síntomas de una lesión cerebral leve incluyen dolores de cabeza, confusiones, tinnitus, fatiga, cambios en los patrones de sueño, estado de ánimo o comportamiento. Otros síntomas incluyen problemas de memoria, concentración, atención o pensamiento. La fatiga mental es una experiencia debilitante común y puede no estar vinculada por el paciente al incidente original (leve).

### Lesiones cerebrales moderadas/graves
Los síntomas cognitivos incluyen confusión, agresividad, comportamiento anormal, dificultad para hablar y coma u otros trastornos de la conciencia. Los síntomas físicos incluyen dolores de cabeza que empeoran o no desaparecen, vómitos o náuseas, convulsiones, pulsaciones cerebrales, dilatación anormal de los ojos, incapacidad para despertarse del sueño, debilidad en las extremidades y pérdida de coordinación.

### Síntomas en niños
Los síntomas observados en los niños incluyen cambios en los hábitos alimentarios, irritabilidad o tristeza persistentes, cambios en la atención o trastornos en los hábitos de sueño.

### La localización de la lesión cerebral predice los síntomas
Los síntomas de las lesiones cerebrales también pueden verse influidos por la localización de la lesión y, como resultado, las deficiencias son específicas de la parte del cerebro afectada. El tamaño de la lesión está correlacionado con la gravedad, la recuperación y la comprensión. Las lesiones cerebrales a menudo crean un deterioro o discapacidad que puede variar mucho en gravedad.
En casos de lesiones cerebrales graves, la probabilidad de áreas con discapacidad permanente es grande, incluyendo déficit neurocognitivos, delirios (a menudo, para ser específicos, delirio monotemático), problemas de habla o movimiento y discapacidad intelectual. También puede haber cambios en la personalidad. Los casos más graves provocan  coma o incluso estado vegetativo. Incluso un incidente leve puede tener efectos a largo plazo o hacer que los síntomas aparezcan años después.
Los estudios demuestran que existe una correlación entre la lesión cerebral y los trastornos del lenguaje, del habla y de categorías específicas. La afasia de Wer| nicke se asocia con anomia, inventar palabras sin darse cuenta (neologismos) y problemas de comprensión. Los síntomas de la afasia de Wernicke están causados por daños en la sección posterior del giro temporal superior.
El daño en el área de Broca produce típicamente síntomas como la omisión de palabras funcionales (agramatismo), cambios en la producción de sonidos, dislexia, disgrafía y problemas de comprensión y producción. La afasia de Broca es indicativa de daños en la circunvolución frontal inferior posterior del cerebro.
Sin embargo, el deterioro que sigue al daño en una región del cerebro no implica necesariamente que la zona dañada sea totalmente responsable del proceso cognitivo afectado. Por ejemplo, en la alexia pura, la capacidad de leer queda destruida por una lesión que daña tanto el campo visual izquierdo como la conexión entre el campo visual derecho y las áreas del lenguaje (área de Broca y área de Wernicke). Sin embargo, esto no significa que una persona con alexia pura sea incapaz de comprender el habla, sino que no existe conexión entre su corteza visual de trabajo y las áreas del lenguaje, como demuestra el hecho de que las personas con alexia pura puedan escribir, hablar e incluso transcribir letras sin comprender su significado.
Las lesiones de la circunvolución fusiforme suelen provocar prosopagnosia, la incapacidad para distinguir caras y otros objetos complejos entre sí. Las lesiones en la  amígdala eliminarían la activación aumentada observada en las áreas visuales occipital y fusiforme en respuesta al miedo con el área intacta. Las lesiones de la amígdala cambian el patrón funcional de activación ante estímulos emocionales en regiones distantes de la amígdala.
Otras lesiones de la corteza visual tienen diferentes efectos dependiendo de la localización del daño. Las lesiones en la V1, por ejemplo, pueden causar visión ciega en diferentes áreas del cerebro dependiendo del tamaño de la lesión y de la ubicación en relación con la fisura calcarina. Las lesiones en la V4 pueden causar daltonismo, y las lesiones bilaterales del MT/V5 pueden causar la pérdida de la capacidad de percibir el movimiento. Las lesiones de los  lóbulos parietales pueden provocar agnosia, una incapacidad para reconocer objetos, olores o formas complejas, o amorfosíntesis, una pérdida de la percepción en el lado opuesto del cuerpo.

## Causas
Las lesiones cerebrales pueden darse a causa de distintas dolencias, enfermedades y lesiones. Entre las posibles causas de daño cerebral generalizado se incluyen la hipoxia durante el parto, la hipoxia prolongada (falta de oxígeno), intoxicación por teratógenos(entre ellos, alcohol), infección y las enfermedades neurológicas. La quimioterapia puede ocasionar daño cerebral en las células madre neurales y en las células de la oligodendroglía que producen mielina. Las causas comunes de una lesión cerebral focal y difusa|daño cerebral focal o localizado suelen ir ligadas a un trauma físico, un traumatismo craneoencefálico, un ictus, un aneurisma, una cirugía o a una enfermedad neurológica, así como también pueden darse por una intoxicación de metales pesados como mercurio o y sus compuestos de plomo.
Son causas de lesión cerebral el uso de sustancias empleadas en psiquiatría para el control del comportamiento de los pacientes. Estos químicos basados en neurotoxinas disminuyen la capacidad cerebral de manera permanente impidiendo que el paciente desarrolle sus propios juicios, críticas y análisis de las situaciones en las que se encuentra. 
Las lesiones producidas por químicos neurotóxicos, producen una alteración llamada anosognosia,  que consiste en que el paciente no es capaz de entender que la medicina le está produciendo los daños,  ya que la medicina daña la zona del cerebro que crea esa alerta.
Es también motivo de lesión cerebral el abuso de sustancias como las drogas callejeras.

## Tratamiento
En la asistencia sanitaria y en la rehabilitación de pacientes que padecen alguna deficiencia tras sufrir una lesión cerebral participan varios profesionales. neurólogos, neurocirujanos y rehabilitadores son médicos especializados en el tratamiento de una lesión cerebral. Los neuropsicólogos (sobre todo los neuropsicólogos clínicos) son psicólogos especializados en comprender los efectos de una lesión cerebral y valorar el grado de gravedad de los pacientes. Además, establecen técnicas de rehabilitación.
Los ergoterapeutas participan en la ejecución de programas de rehabilitación que ayudan a recuperar la función perdida y a volver a aprender habilidades básicas. Las enfermeras, como las que trabajan en la unidad de cuidados intensivos, ayudan en el tratamiento de lesiones cerebrales graves administrando medicamentos a los pacientes y llevando un control neurológico, en el que utilizan la escala de coma de Glasgow, útil también en otras áreas de la salud para cuantificar el grado de orientación.
Los fisioterapeutas también juegan un papel importante en la rehabilitación tras sufrir una lesión cerebral. En el caso de un traumatismo craneoencefálico, el tratamiento fisioterapéutico tras la fase aguda de la lesión puede incluir: estimulación sensorial, enyesado y entablillado, fitness y ejercicio aeróbico, y entrenamiento funcional. La estimulación sensorial ayuda a recuperar la percepción sensorial a través del uso de distintas modalidades. No está demostrado que esta modalidad sea eficaz. El enyesado y el entablillado se utilizan normalmente para reducir contracturas de tejido blando y el tono muscular. Los resultados de las investigaciones dan a conocer que el enyesado se puede utilizar para aumentar la amplitud de movimiento pasivo y reducir espasticidad. También informan que el fitness y el entrenamiento aeróbico aumentan el estado físico cardiovascular; aunque estas mejoras no se trasladan a nivel funcional. El entrenamiento funcional también puede utilizarse con pacientes con traumatismo craneoencefálico. Hasta la fecha, ningún estudio apoya la eficacia de ejercicios como sentarse y levantarse de una silla, ejercicios de estimulación del brazo y los entrenamientos con soporte de peso corporal. En general, los estudios sugieren que los pacientes con traumatismo craneoencefálico que sigan un programa de rehabilitación más duro observarán mejores beneficios en las habilidades funcionales. Aun así, es necesario seguir investigando para entender mejor la eficacia de los tratamientos aquí mencionados.
Otros tratamientos incluyen medicación, psicoterapia, rehabilitación neuropsicológica, snoezelen, cirugía o implantes como los utilizados en la estimulación cerebral profunda.
En el caso de daño cerebral causado por un traumatismo craneoencefálico, pueden utilizarse dexametasona y/o manitol.

## Pronóstico
El pronóstico, o la posible evolución del trastorno, depende de la naturaleza, la posición y la causa del daño cerebral (véase traumatismo craneoencefálico).
En general, la neurorregeneración puede darse en el sistema nervioso periférico aunque es más infrecuente y más complicado de tratar en el sistema nervioso central (encéfalo o médula espinal). Sin embargo, en el desarrollo neural en humanos, ciertas áreas del cerebro pueden aprender a compensar otras áreas dañadas, y pueden aumentar su tamaño y su complejidad, incluso pueden cambiar su función; de igual modo que si alguien pierde un sentido puede aumentar la agudeza en otro sentido. Este proceso se conoce como neuroplasticidad.
Una idea equivocada común es que una lesión cerebral prolongada durante la infancia siempre tiene mejores probabilidades de mejoría que una lesión similar desarrollada en edad adulta. Sin embargo, las consecuencias de una lesión sufrida durante la infancia pueden ser más difíciles de detectar a corto plazo. Esto se debe a que diferentes áreas de la corteza cerebral se desarrollan en diferentes etapas, lo que implica un mayor número de células y sus correspondientes facultades cognitivas que se mantienen tal cual hasta la edad adulta temprana. En el caso de niños con una lesión en el lóbulo frontal, por ejemplo, puede que los efectos del daño cerebral no se detecten hasta que el niño fracasa a la hora de ejecutar funciones normales en su etapa final de la adolescencia o inicio de la veintena.

## Respuesta corporal a una lesión cerebral
Las citocinas se inducen en respuesta a una lesión cerebral. Estas pueden causar, agravar, mediar y/o inhibir una lesión celular, así como también pueden repararla. Parece ser que el TGF-β ejerce acciones neuroprotectoras, fundamentalmente, mientras que el TNFα contribuye a la lesión neuronal y ejerce efectos protectores. la IL-1 interviene en las lesiones isquémicas, lesiones excitotóxicas y en los traumatismos craneoencefálicos, probablemente a través de múltiples acciones en la célula glial, las neuronas y la vasculatura. Las citoquinas también pueden ser útiles a la hora de descubrir estrategias terapéuticas novedosas. Es más, por el momento, ya están siendo tratadas en ensayos clínicos.